# Chien de lecture

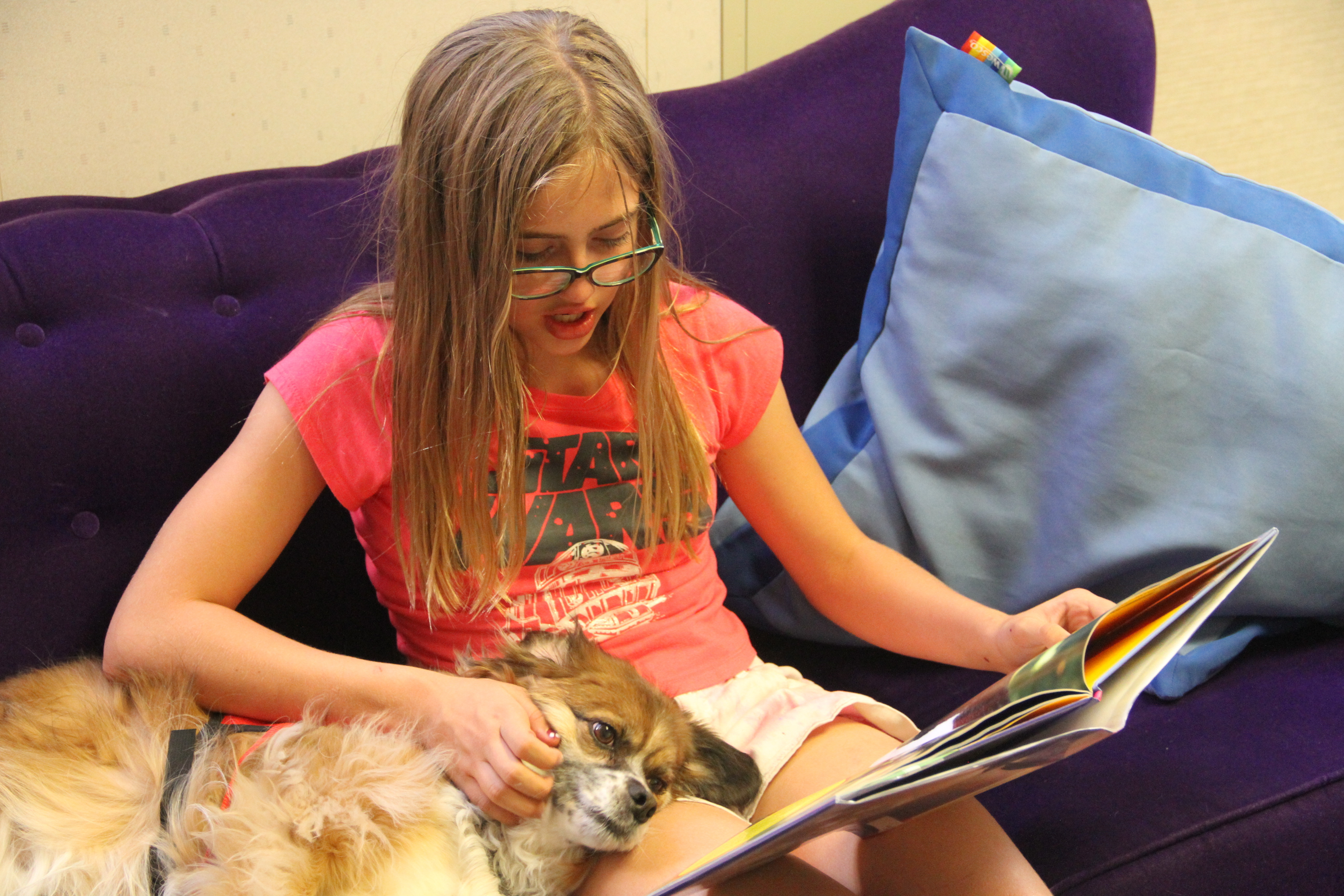
Lecture avec un chien dans une bibliothèque au Texas.

Un chien de lecture, ou chien d'assistance à l'apprentissage de la lecture, est un type de chien de thérapie principalement destiné aux enfants faisant l'apprentissage de la lecture, ainsi encouragés à lire à voix haute. Il intervient notamment lors de séances de lecture en bibliothèque.
L'utilisation de chiens de lecture est surtout répandue aux États-Unis et dans certains pays d'Europe comme le Royaume-Uni.

## Principe et effets
L'enfant est encouragé à lire à voix haute en présence du chien, lors d'une séance en bibliothèque, en institut spécialisé ou à la maison.
Des associations proposent des séances de lecture en bibliothèque avec un chien ayant suivi une formation de chien de thérapie dans plusieurs États des États-Unis, mais aussi dans d'autres pays comme le Canada ou le Royaume-Uni. En France, l'association « Lire avec le chien » organise des séances identiques.
Contrairement à un adulte, le chien offre l'avantage de ne pas interrompre l'enfant et de ne pas juger sa performance, ce qui lui permet de prendre confiance en lui. L'animal a un effet apaisant qui diminue le niveau de stress de l'enfant qui lit, et peut également servir de médiateur pour faire mieux accepter à l'enfant les consignes de lecture. Des études américaines affirment que l'aisance en lecture des enfants lisant régulièrement à un chien augmente de 12% et qu'ils prennent davantage de plaisir à lire. La méthode est également efficace avec des enfants atteints de handicap comme le syndrome de Down.

## Variantes
L'assistance à la lecture peut aussi être assurée par d'autres animaux comme les chats.